# 蒋寿山故居
蒋寿山故居又称三条营古建筑、蒋百万宅，位于中国江苏省南京市秦淮区门东三条营18、20号（原积善里2号、4号、6号、8号），为晚清南京富商蒋寿山的故居之一，蒋寿山原在白下区太平巷50号（位置在今太平商场）和剪子巷49号另有两处故居，其中前者已拆除，后者现存中、西两路厅堂共6座。建筑东西分别至双塘园、陶家巷，南北分别至三条营、阳伞厂，现存东西两路共七进，东路依次为门厅、轿厅、大厅、正堂和后楼等，西路设有花园，外以封火墙相围，有观点认为故居中含有清初李渔所建芥子园故址。建筑在修缮前为101户人家共住的大杂院，南京市秦淮区政府自2010年10月起开始迁出住户修缮，现仍未完成，修缮后的用途原规划为高档商务会所，新规划则为集博物馆、故居园林、街区公园为一体的旅游景点。